# John Strachey (Politiker)

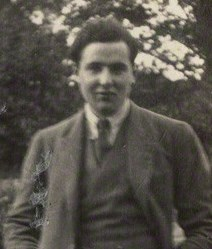
John Strachey

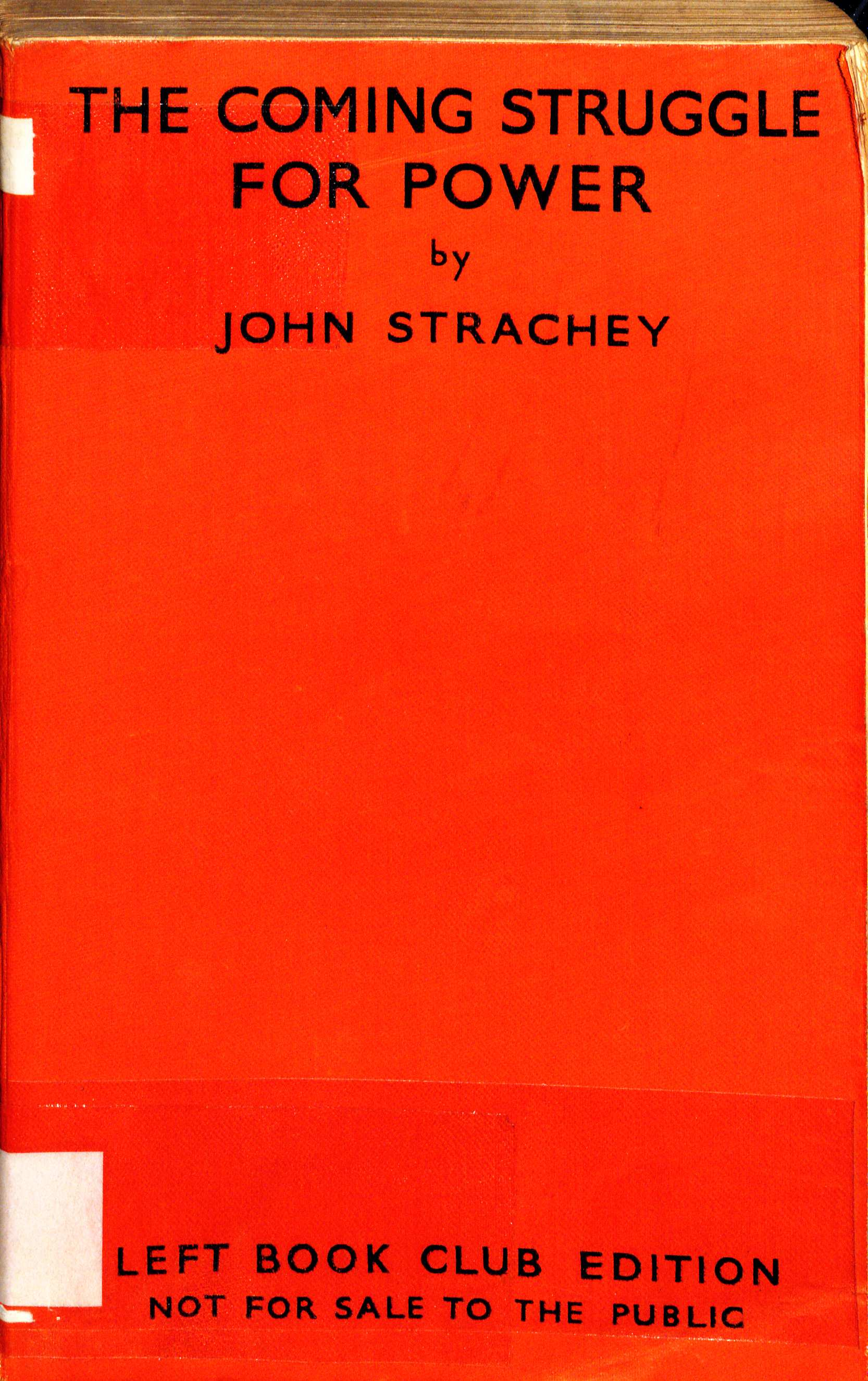
The Coming Struggle for Power (1932)

Evelyn John St Loe Strachey (* 21. Oktober 1901 in Guildford, Surrey; † 15. Juli 1963 in London) war ein britischer Politiker, Schriftsteller und sozialistischer Ideologe. Seine zahlreichen Schriften machten ihn zu einem Vordenker der Linken in Großbritannien. Von 1945 bis 1951 gehörte er als Staatssekretär im Luftfahrtministerium, danach Ernährungsminister, anschließend Staatssekretär im Kriegsministerium zur Zeit der Labour-Regierung von Clement Attlee.

## Leben

### Jugend und Ausbildung
Als Sohn des konservativen Journalisten John St Loe Strachey, Herausgeber des einflussreichen The Spectator, geboren, erhielt er eine erstklassige Ausbildung in Eton und Oxford. Die Universität verließ er 1922 ohne einen Abschluss. Anfang 1924 trat er der Independent Labour Party (ILP) bei, einer streng sozialistischen Untergruppierung der Labour-Partei. Im gleichen Jahr kandidierte er erfolglos für den Wahlkreis Birmingham Aston.

### Erste politische Aktivitäten und Zusammenarbeit mit Oswald Mosley
Ab Anfang 1925 entwickelte sich zwischen ihm und seinem damaligen Parteifreund Sir Oswald Mosley eine enge Zusammenarbeit und persönliche Freundschaft. Er veröffentlichte sein erstes Buch Revolution by Reason, in dem er sich mit Unausgewogenheiten der politischen und wirtschaftlichen Vorstellungen der Labour-Partei auseinandersetzte. Zeitweise war er Herausgeber der Socialist Review (der Parteizeitung der ILP) und der Gewerkschaftszeitung The Miner. 1929 kandidierte er erneut in Aston für das House of Commons, diesmal erfolgreich. Als Abgeordneter schloss er sich eng an Mosley und seine aggressive Regierungskritik an. Er war Parliamentary Private Secretary (etwa vergleichbar einem Parlamentarischen Staatssekretär) von Mosley, der inzwischen als Minister ohne Geschäftsbereich mit der Entwicklung von arbeitsmarktpolitischen Maßnahmen beauftragt worden war. Strachey gehörte mit diesem 1931 zu den sechs Labour-Abgeordneten, die die New Party gründeten. Bei den vorgezogenen Unterhauswahlen Mitte 1931 wurde keiner von ihnen wiedergewählt. Mosley geriet zunehmend unter den Einfluss des Faschismus, insbesondere nach einem Zusammentreffen mit Benito Mussolini und bereitete die Gründung der British Union of Fascists vor. Dies führte zum Bruch zwischen Strachey und Mosley. Kritiker warfen Strachey später vor, er habe zu dieser Zeit ideologisch zeitweilig dem Faschismus nahegestanden, wobei sich dies nicht durch Quellen beweisen lässt.

### Arbeit für die Communist Party
Obwohl er der Communist Party of Great Britain niemals offiziell beitrat, arbeitete er ab 1932 in ihrem ideologischen Umfeld und vertrat marxistische Thesen in Artikeln und Büchern, die einen großen Einfluss auf das gesamte linke Spektrum in Großbritannien und auch in den USA hatten. Seine Bücher The Coming Struggle for Power und The Theory and Practice of Socialism wurden große Erfolge. Ab 1936 war er einer der drei Juroren des Left Book Club, der vermutlich einflussreichsten linken Kultureinrichtung Großbritanniens der 1930er Jahre. Ab 1939 wurde er zunehmend vom Keynesianismus und vor allem von Franklin Delano Roosevelts New Deal beeinflusst. Er glaubte zunehmend, dass der Kapitalismus reformiert werden könne und die kommunistische Revolution nicht mehr notwendig sei. Zusätzlich entstanden zwischen ihm und führenden Kommunisten Differenzen über den Zweiten Weltkrieg, für dessen Ausbruch er Josef Stalin infolge des Hitler-Stalin-Paktes mitverantwortlich machte. Im Frühjahr 1940 brach er formal mit dem Kommunismus.

### Wieder bei Labour
Während des Krieges arbeitete er für die Royal Air Force als Presseoffizier, später als Pressesprecher im Luftfahrtministerium. Er trat wieder in die Labour Party ein und ließ sich 1945 für den Wahlkreis Dundee erneut ins Unterhaus wählen. In der neuen Regierung unter Clement Attlee war er zuerst Unterstaatssekretär im Luftfahrtministerium. Dort war er dafür verantwortlich, dass Luftmarschall Arthur Harris nicht auf der Victory Honours List genannt wurde und auch – als einziger führender Offizier – keine weitergehenden Ehrungen erfuhr.

### Ministerposten in der Regierung Attlee
1946 erhielt er als Ernährungsminister ein wichtiges Regierungsamt. Er übernahm das gerade angelaufene agrarindustrielle Großprojekt Tanganyika Groundnut Scheme und machte dies zu einem persönlichen Prestigeobjekt. Das katastrophale Scheitern des Projekts wurde in der Öffentlichkeit vor allem ihm angelastet. Attlee sah sich gezwungen, Strachey noch während der Laufzeit des Groundnut Scheme auf den Posten des Staatssekretärs im Kriegsministerium zu versetzen. Mit den verlorenen Unterhauswahlen 1951 endete seine Regierungstätigkeit.

### Abgeordneter und Politischer Schriftsteller
Bis zu seinem Tode blieb er Parlamentsabgeordneter für Dundee. Er schrieb mehrere vielbeachtete Bücher, darunter Contemporary Capitalism, The End of Empire und On the Prevention of War. Er blieb bis zu seinem Tode eine der führenden Persönlichkeiten des rechten Flügels der Labour Party.